# Спінове квантове число
Спінове квантове число (англ. spin quantum number) — для електрона — одне з чотирьох квантових чисел атомних орбіталей, має значення +1/2 та –1/2. Визначає можливі значення проєкції власного магнітного моменту електрона на його власну вісь обертання.